# 南越後観光バス
南越後観光バス株式会社（みなみえちごかんこうバス）は、乗合バス・貸切バスを運行する会社である。英略は「MEK」。
運行エリアは新潟県の魚沼地方を中心とし、一部路線は長野県（栄村）へも乗り入れる。

## 概要
1987年12月に路線を越後交通から継承して発足した。
運行エリアは魚沼地方全域であり、一部路線は長野県栄村に乗り入れる。

## 事業所
- 本社・六日町営業所：新潟県南魚沼市美佐島1603
- 湯沢営業所：新潟県南魚沼郡湯沢町神立奈良山45-1
- 小出営業所：新潟県魚沼市井口新田樋下546-1
- 津南営業所：新潟県中魚沼郡津南町大字芦ケ崎甲1336-3
- 十日町車庫（越後交通十日町営業所内）

## ナンバリング

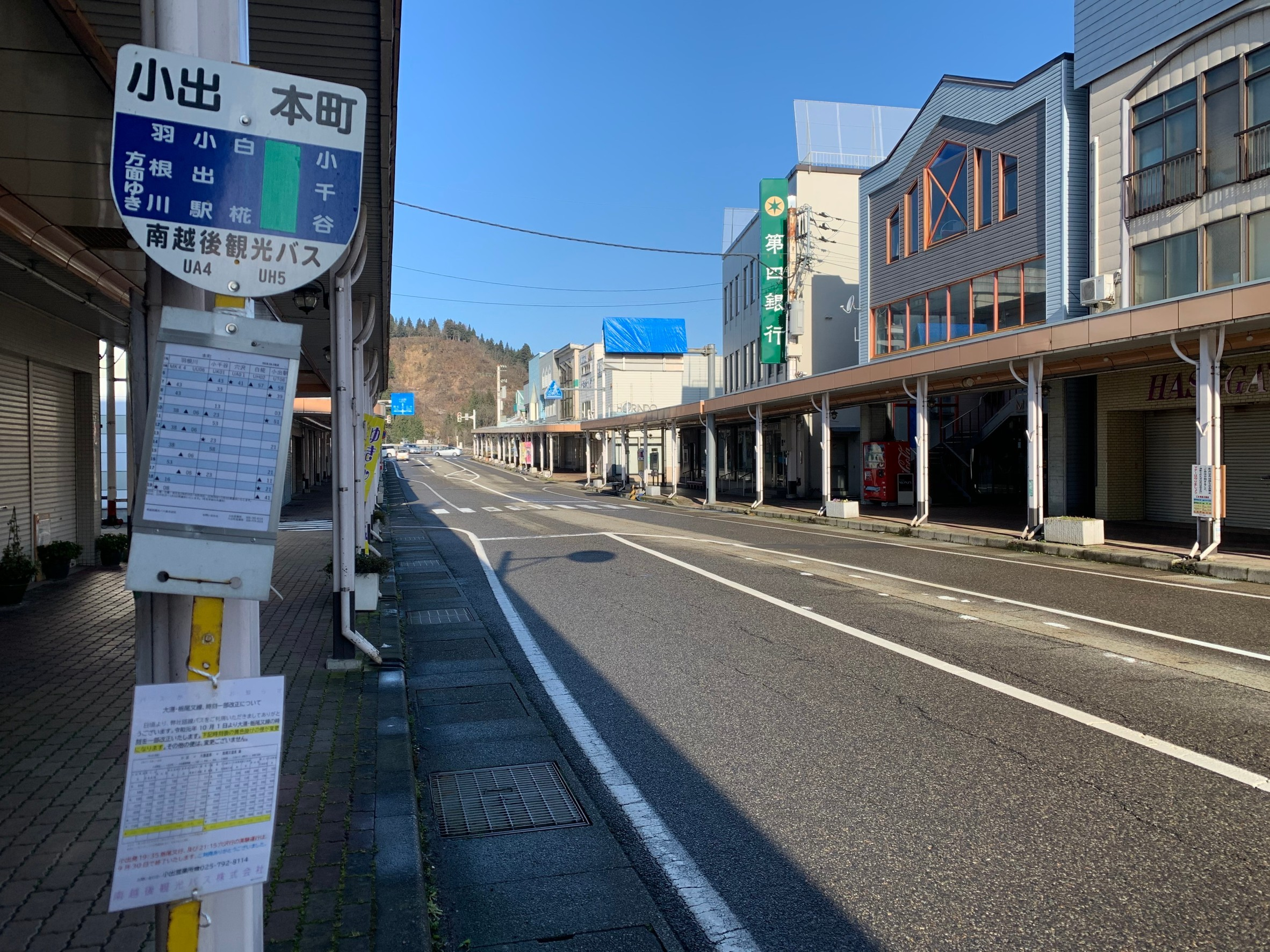
時刻表欄などにナンバリングが示されたバス停（2020年3月）

南越後観光バスでは中越地方の乗合バス事業者の中では最も早くナンバリングを導入している。（越後交通では2020年3月31日に廃止された十日町車庫 - 小白倉線のみ設定）
導入までの経緯は、2010年に雪国観光圏が実施した「外国人に魅力ある観光地づくり事業」の中での検討会議により、「国際観光に対応した案内サイン整備ルールブック」（2012年3月）および「バス停記号化マニュアル」（2013年3月）が策定されたことがきっかけとなって導入が行われた。
ナンバリングは英字2つと数字2桁の4字で構成されている。
最初の英字は主な走行エリア、2番目の英字は方面の頭文字（目的地や施設）、3番目以降の数字はその路線の起点から数えた順番を示す。
例えば、清津峡入口バス停（十日町市）であれば以下の表記となる。
| Y | S | 12 |
| - | - | -- |

（この停留所の場合、湯沢町を主に走行するため、英称「Yuzawa」の頭文字『Y』が最初に入り、栄村方面に向かうため英称「Sakae」の頭文字『S』が2番目に、残りの数字は起点の湯沢車庫から数えた数を示す）
ナンバリングは停留所にのみ掲載され、バス車体には表示されないため要注意である。

## ギャラリー

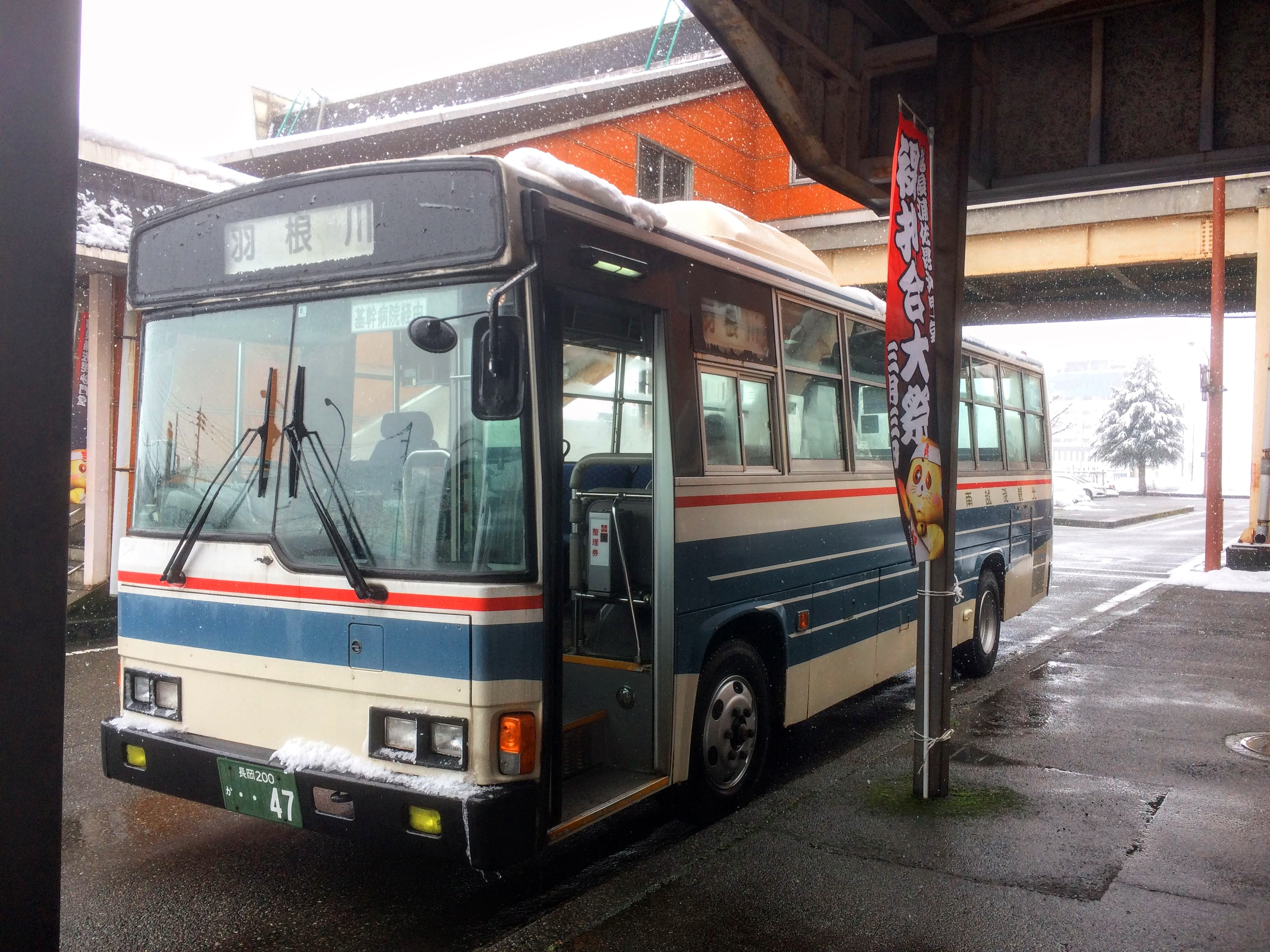
ハイライトカラー車両（浦佐駅東口バスターミナルにて）

## 営業路線
新潟県南部の上越新幹線・上越線の駅の他、ほくほく線・只見線・飯山線の駅からも発着している。越後湯沢駅発の栄村（森宮野原駅前）を結ぶ路線は、新潟・長野県境を越える唯一の「急行バス」であった。
尚、※は地域間幹線系統として、国・新潟県の補助を受ける。

### 湯沢営業所

魚沼市・南魚沼市・湯沢町内のバス路線図

- YN 湯沢＝三俣＝貝掛温泉＝苗場プリンスホテル＝浅貝＝西武クリスタル 線
越後湯沢駅とかぐらスキー場（みつまた・田代）、および苗場スキー場一帯のリゾート地を結ぶ主要交通手段となっている。冬季には両スキー場利用者向けの急行が増発される。
- YD 湯沢＝湯沢学園＝小坂＝谷後＝旭原＝大源太 線
岩原スキー場や大源太キャニオンといった観光地を走る。
- YT 湯沢＝湯沢学園＝中里＝土樽 線
上越線と概ね並行して越後中里駅・土樽駅方面を結ぶ。以前は平日の一部便が蓬橋（土樽駅近傍）まで運行していたが、2019年に廃止された。
- MY 湯沢＝塩沢＝六日町 線 ※
六日町営業所も運行に携わる。舞子経由と新国道（国道17号）経由の便がある。
湯沢車庫前 - 湯沢駅前 - 石打駅角 - 下舞子 - 塩沢駅角 - 六日町車庫
湯沢車庫前 - 湯沢駅前 - 石打駅角 - 中之島入口 - 塩沢駅角 - 六日町車庫
- YS 湯沢車庫 - 越後湯沢駅 - 清津峡入口 - 山崎 - 津南 - 森宮野原駅
津南営業所も運行に携わる。清津峡の入口にもアクセスする。国道353号十二峠を経由するが、同峠が通行止めの場合は以下のルートで運行される。
湯沢車庫前 - 越後湯沢駅 - 石打駅角 - （大沢峠経由） - 山崎 - 津南 - 森宮野原駅
お盆および紅葉シーズン時に限り、越後湯沢発清津峡渓谷行き直行臨時バスが運行される。この臨時バスに限り、清津峡渓谷まで乗り入れる。
越後湯沢駅 -（途中無停車） - 清津峡入口万年橋 - 清津峡渓谷
- 旧小学校＝湯沢駅＝湯沢学園 線

### 六日町営業所
- MK 六日町＝浦佐＝小出 線 ※
上越線とおおむね並行し、大部分において国道17号を走る。浦佐駅は西口発着。
- MU 六日町＝野田＝五日町＝大崎＝浦佐 線
途中「麓」から八海中学校方面と浦佐駅東口方面の2系統に分岐する。
六日町駅前 - 野田 - 五日町駅前 - 麓 - 大崎中央 - 浦佐駅東口
六日町駅前→野田 - 五日町駅前 - 麓 - 八海中学校
- MH 六日町＝上原＝山口＝八海山スキー場 線
山口 - 八海山スキー場は季節運行。
- MD 六日町＝宮村＝野中 線
- MS 六日町＝沢口＝清水 線
大部分において国道291号を走る。一部便は塩沢駅周辺を経由する。
- MM 六日町＝イオン六日町店＝六日町車庫 線
- MB 六日町＝南魚沼市民病院 線
- MY 湯沢＝塩沢＝六日町 線 ※
湯沢営業所と共管。

### 津南営業所

津南町内・周辺のバス路線図

- TY 十日町＝高島＝鉢 線
- TT 十日町＝中里＝津南 線
大部分において信濃川右岸となる国道117号を走る。ただし、一部のバスは信濃川左岸である宮中を経由する。
十日町車庫前 - 中里支所 - 山崎 - 津南営業所前
十日町車庫前 - 宮中三叉路 - 山崎 - 津南営業所前
- TT 津南＝上段＝源内山 線
2017年9月までは十日町＝中里＝津南 線と一体の路線（津南原線）であった。平日のみの運行。
- NA 津南＝反里口＝見玉 線
見玉にて秋山郷方面への予約型乗合タクシーに接続する。
- NS 津南＝津南駅＝鹿渡新田 線
信濃川左岸を走る。2022年10月1日から平日のみの運行。
- NN 津南＝相吉＝中子 線
河岸段丘の上下を結ぶ。
- NH 津南＝宮野原＝百ノ木 線
一部便は森宮野原駅へ乗り入れる。
- YS 湯沢車庫 - 越後湯沢駅 - 清津峡入口 - 山崎 - 津南 - 森宮野原駅
湯沢営業所も運行に携わる。

### 小出営業所
- UH 小出＝上条＝貫木・穴沢 線
只見線と並行して走る。2018年9月までは大白川まで運行する便もあった[4]。
- UA 小出＝下倉＝広瀬駅角＝小平尾＝白椛 線
平日のみ運行。
- UU 小出＝干溝＝虫野＝荒金＝浦佐 線
平日のみ運行。浦佐駅は東口発着。
- UT 小出＝大湯温泉＝栃尾又温泉 線 ※
湯之谷温泉郷へのアクセスとなる路線バス。夏季には後述の特急・急行が設定される。
- UK 小出＝川口＝小千谷 線 ※
上越線とおおむね並行し、大部分において国道17号を走る。
- 小出駅前＝小出高校 線
- TS 十日町＝新水＝菅沼・後山 ＝浦佐駅東口＝魚沼基幹病院 線

2022年4月から試験運行中。(後山～魚沼基幹病院 間)

### 奥只見方面急行バス
- UD ＜急行・特急＞浦佐駅東口＝大湯・栃尾又＝銀山平＝奥只見ダム （シルバーライン経由）

夏季運行。奥只見ダムより尾瀬口方面の定期船（予約制）に連絡している。定期船はさらに会津乗合自動車の予約制路線に連絡しており、会津方面への周遊ルートが可能。
- UG ＜急行＞小出＝大湯＝枝折峠＝銀山平 線

夏季休日運行。

## 廃止路線

### 野沢温泉線
- 湯沢車庫前 - 湯沢駅前 - 清津峡入口 - 山崎 - 津南 - 森宮野原駅前 - 野沢温泉

一部バス停を通過する急行で、長野電鉄（現：長電バス）と共同運行していた時期もあった。1990年11月30日を以って森宮野原駅までに短縮。

### 急行 越後湯沢・森宮野原線
- YS ＜急行＞ 湯沢車庫 - 越後湯沢駅 - 清津峡入口 - 山崎 - 津南 - 森宮野原駅

2018年から通過するバス停を順次減らし、2021年3月31日を以て急行運転を終了。同年4月1日から各停留所に停車するようになった。

### 倉下線
- 十日町車庫前→中里支所→清津峡入口→倉下入口

かつては十日町発倉下行きも運行されていた。廃止時期は不明。
- TJ 倉下入口→清津峡入口→中里支所→十日町車庫前（朝の1日片道1本のみ）

途中にある、東田尻上口バス停と白羽毛上口バス停は、一部で同じ経路を通る急行森宮野原線は通過するため、当路線のみしか停車しなかった。2017年9月30日を以って廃止。
片道1日1本のみにもかかわらず、「TJ」のナンバリングが与えられたのも大きな特徴であった。
倉下線の廃止後は、平日のみ越後湯沢→森宮野原線のバスの発車時刻を7時台に変更し、山崎バス停で宮中経由十日町行きバスへの乗り継ぎができるようにした。

### 十日町・津南線
- ※十日町車庫前→十日町駅前→中里支所→津南→津南原（源内山）
- ※十日町車庫前 - 中里支所 - 津南 - 津南原（源内山）
- ※水口 - 十日町本町三丁目 - 中里支所 - 津南 - 津南原（源内山）（本数少）
十日町 - 津南原の通し路線は2017年9月30日を以って廃止され、津南を境に分断された。

### 中家線
- 小出駅前 - 七日市 - 中家

※2010年9月30日で廃止。

### 上稲倉線
- 小出営業所前 - 小出駅角 - 堀之内駅角 - 明神 - 上稲倉

※2010年9月30日で廃止。

### 新道島線
- 小出営業所前 - 堀之内駅角 - 堀之内病院 - 新道島

※2010年9月30日で廃止。

### 六箇線
- 十日町車庫 - 十日町駅前 - 二ツ屋

※2018年3月31日で廃止

### 長里線
TH 十日町 - 関根 - 池の平 - 長里
六日町営業所も運行に携わっていた。2017年10月1日からは平日のみの運行となった。
※2020年9月30日で廃止。

### 田代線
- 十日町駅前ー新屋敷ー中里支所ー田代

※2022年3月31日で廃止

## 車両の特徴

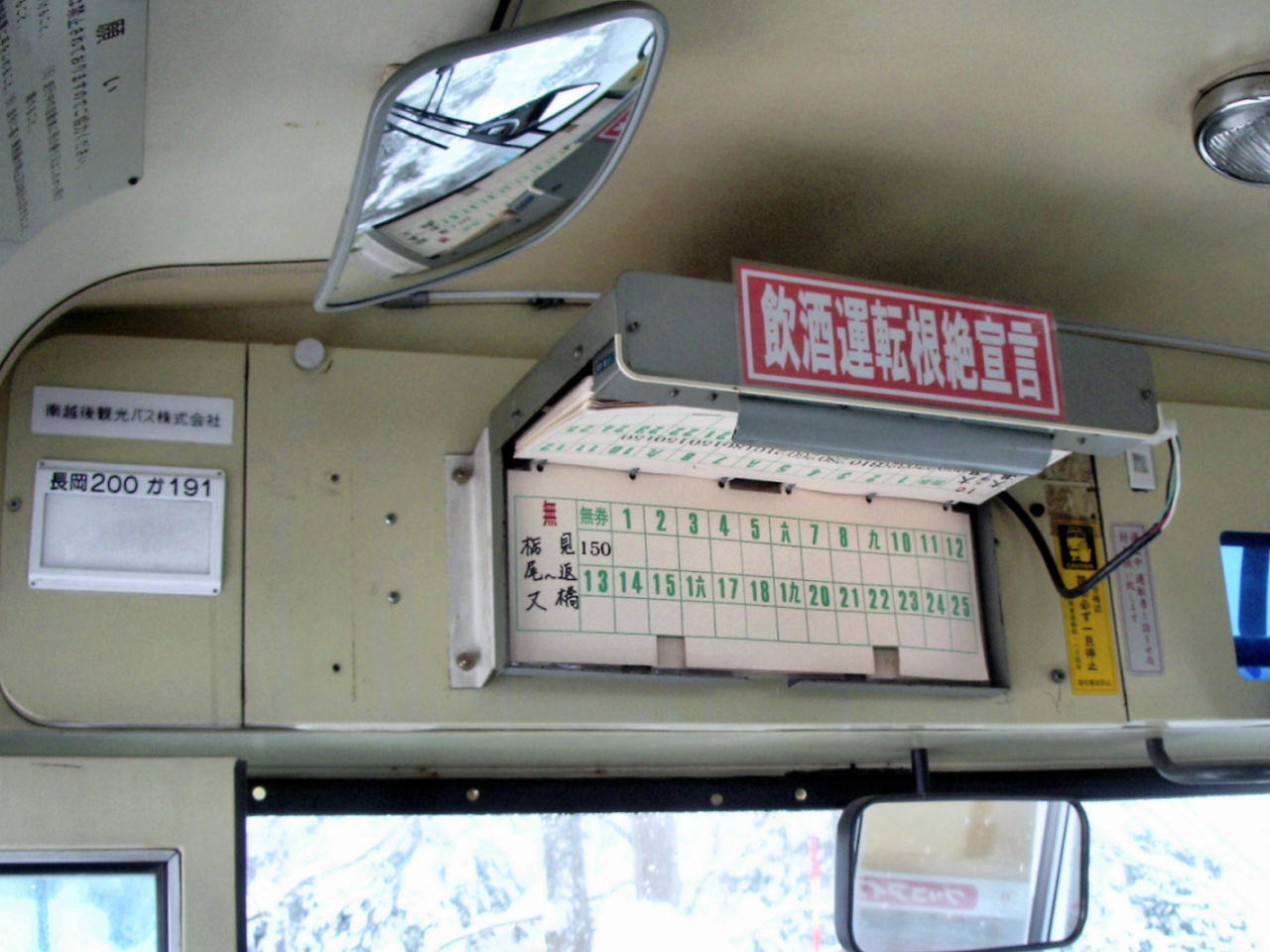
旧式の紙製運賃表示器

親会社である越後交通に準じた車両が使用されている。4メーカー製の車両を保有している。かつては越後交通から継承された車両がほとんどであったが、2010年代以降は東急バスを中心に全国各地のあらゆるバス会社から中古車両を購入しており、北恵那交通など南越後観光バスにしか中古導入されなかった車両も目立つ。ノンステップ車を含む低床車の導入も進んでいる。
カラーリングは銀色地に赤帯の越後交通色のほか、ハイライトカラーと呼ばれる白地に青系の模様を配した車両も若干在籍している。
なお、前者の場合、赤帯部に金色の文字で「南越後観光」と社名が入るが、越後交通本体から移籍してきた車両の一部には本来「越後交通」と書いてあったものに「南」の文字のみ付け加えた「南越後交通」となっている車両も存在する。また、側面に「M.E.K.K.」と大きく略称を表示しているものもある。
以前は運賃表示器に、旧式の紙製の料金表を使用した旧式の車内の運賃表示器が日本国内で最後まで使われていたが、消費税増税による運賃改定が大きく影響してデジタル式運賃表への交換が進み、平成20年代後半になって全廃された。

### 移籍車の供給元
- 神鉄バス
- 東急バス
- 千葉中央バス
- 江ノ電バス
- 遠鉄バス
- 相鉄バス
- 神奈川中央交通
- 京成バス
- ちばシティバス
- 近鉄バス
- 千葉シーサイドバス
- 名鉄バス
- 名鉄東部観光
- 東武バス
- 国際興業
- 西武総合企画